# Raça negra
La raça negra és en la classificació dels humans en races segons el color de la pell aspecte que no es considera que tingui suport científic. El concepte de raça negra s'oposa al de raça blanca i en la pràctica s'aplica a les poblacions humanes subsaharianes o d'origen primordialment subsaharià com és el cas de les persones de pell més o menys fosca d'Amèrica que en són descendents. Hi ha altres pobles de pell fosca no subsaharians com poden ser els negritos de les Filipines, els melanesis, el papuesos i altres que poden entrar o no en la categoria de raça negra.

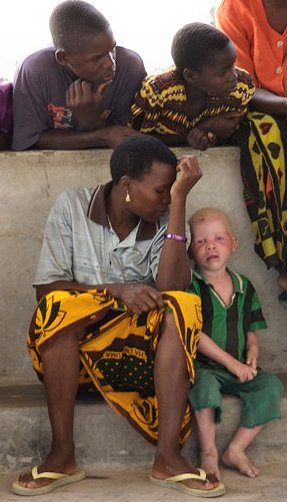
Una dona de raça negra amb el seu fill albí a Tanzània

## El terme raça aplicada als humans
La paraula raça és d'origen àrab: ras que significa cap. Cap al segle XV va passar a l'italià, francès i anglès.
El terme raça o grup racial es refereix a una categorització dels humans dintre d'una població o grup sociològic sobre la base d'un determinat conjunt de característiques que siguin heredables. Les característiques físiques vistes correntment com a indicatius de la raça són visuals com el color de la pell, la morfologia del crani, característiques facials (per exemple el gruix dels llavis, el nas) i la textura del cabell.
Segons algunes investigadors el concepte taxonòmic de raça. encara que sigui vàlid per a altres espècies, no ho és per als humans. Molts científics esmenten que la definició tradicional de raça humana és imprecisa, arbitrària, té moltes excepcions, moltes gradacions i que el nombre de races delimitada varia d'acord amb la cultura que en fa la distinció.
Entre els descendents dels que varen arribar com esclaus a Amèrica a la pell fosca acostuma a acompanyar una textura del cabell amb rinxols anomenada afrotextura.

## Trets fisiològics

### Pell fosca
L'evolució de la pell fosca està associada amb la pèrdua de pèls llarga en els humans.
Fa uns 1,2 milions d’anys enrere tota la gent del món tenia la pell fosca i la selecció natural eliminava als qui per mutació de la proteïna receptora havien passat a tenir una pell clara donat que la radiació solar a l’Àfrica tropical era tan intensa que no la podien resistir sense la protecció de la pell fosca. Aquest fet va passar molt abans del pas d’Homo erectus a Homo sapiens fa uns 250.000 anys.
La pell fosca ajuda, per exemple, a protegir contra el càncer de pell i preserva la vitamina B. Per exemple els australians de raça blanca tenen una de les taxes de càncer de pell més altes del món.

### Cabell
La diferent textura del cabell sembla anterior a l'evolució de la pell fosca i hauria evolucionat quan els australopitecs van perdre gran part del se pèl s’expressa també a més d’entre els subsaharians en els pobles melanesis i de les illes Andaman.

## Àfrica subsahariana

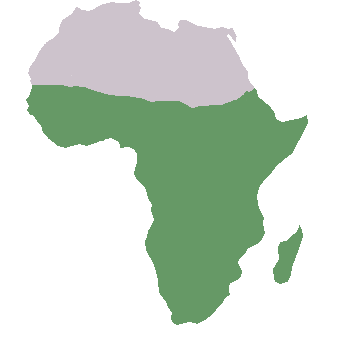
Mapa de l'Àfrica subsahariana.

El terme subsaharià és imprecís i designa la part de l’Àfrica al sud del desert del Sàhara. Com a forma de designar la raça negra és un terme controvertit de forma alternativa s’anomena Àfrica Negra.

## Idees culturals sobre la raça negra

### Àfrica del Sud

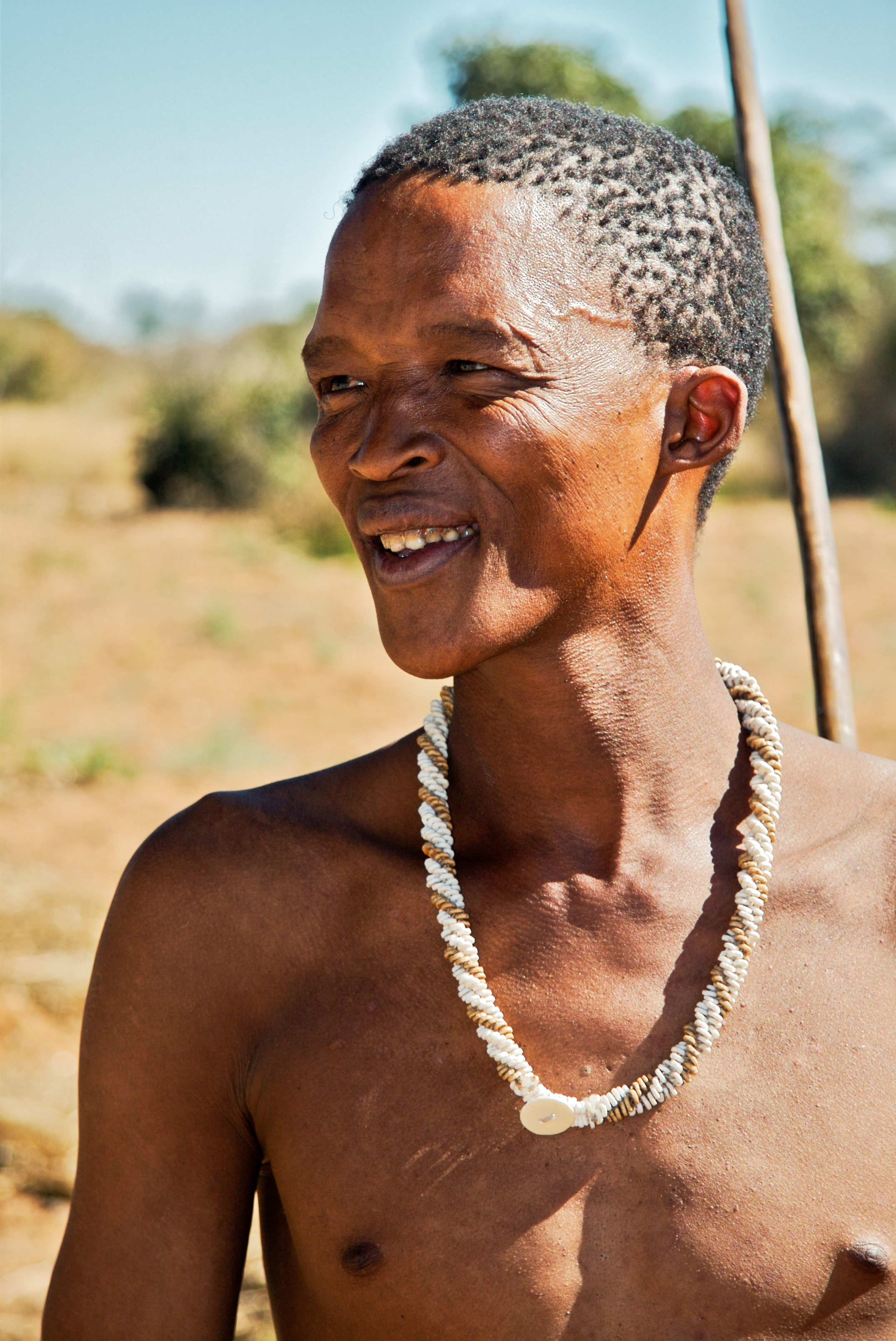
Home khoisan un grup ètnic d’Àfrica del Sud.

A Sud-àfrica durant l’època de l'apartheid, la població quedava classificada en quatre grups: Negra, Blanca, Asiàtica (principalment de l'Índia), i Coloured (Bantú, Khoisan, i altres grups no blancs).
Com que en la pràctica era impossible delimitar clarament a quin grup pertanyia cada persona (entre coloured i negres) a vegades es feia servir el “test del llapis” que era posar un llapis sobre el cap de la persona i veure si el cabell aguantava el llapis o era un cabell més llis i el llapis queia.

### Amèrica
Aproximadament uns 12 milions de subsaharians varen ser embarcats cap Amèrica durant l'esclavisme des de 1492 fins a 1888. Actualment els seus descendent sumen uns 150 milions de persones, la majoria d’ells viuen als Estats Units, les illes del Carib, i Amèrica llatina. Molts d’ells tenen antecessors africans, amerindis i europeus.